# Ricardo Adolfo
Ricardo Adolfo (Luanda, 1974) é um escritor português.

## Biografia
Ricardo Adolfo viveu em Lisboa, em Macau e em Amesterdão, antes de se mudar para Tóquio, onde reside hoje em dia. É dessa cidade que Ricardo Adolfo escreve sobre o quotidiano português . 

## Obras
- Os chouriços são todos para assar (2003)
- Mizé. Antes galdéria que normal e remediada (2006)
- Depois de morrer aconteceram-me muitas coisas (2009)
- Os monstrinhos da roupa suja (2011)
- Maria dos Canos Serrados (2013)